# 御靈神社 (大阪市)
御靈神社（羅馬化：Goryō jinja），是位於日本大阪府大阪市中央區淡路町的一座神社。舊社格為府社。其鳥居橫額的正面上寫的是「御靈宮」。雖然這座神社名為「御靈神社」，但其與御靈信仰並無關聯。

## 歷史
御靈神社起源於800年代末期大阪灣岸的圓江（即現今的靭）祭場圓神祠，其安置瀬織津比賣神（天照大神荒魂）、津布良彥神（津村郷產土神）、津布良媛神（津村郷產土神）。隨著時間的演變，該神社逐漸被稱為圓神社、圓江神社、津村神社等，並成為攝津國津村郷的產土神社。當時的社址位於現在大阪市西區靱本町的楠永神社附近。
文祿3年（1594），因幡國鹿野藩主龜井茲矩捐贈船場自宅的一部分土地，並將境內的小祠乾八幡宮和源正靈神合祀到該神社本殿之後，將該神社從圓江遷移到船場的現址。

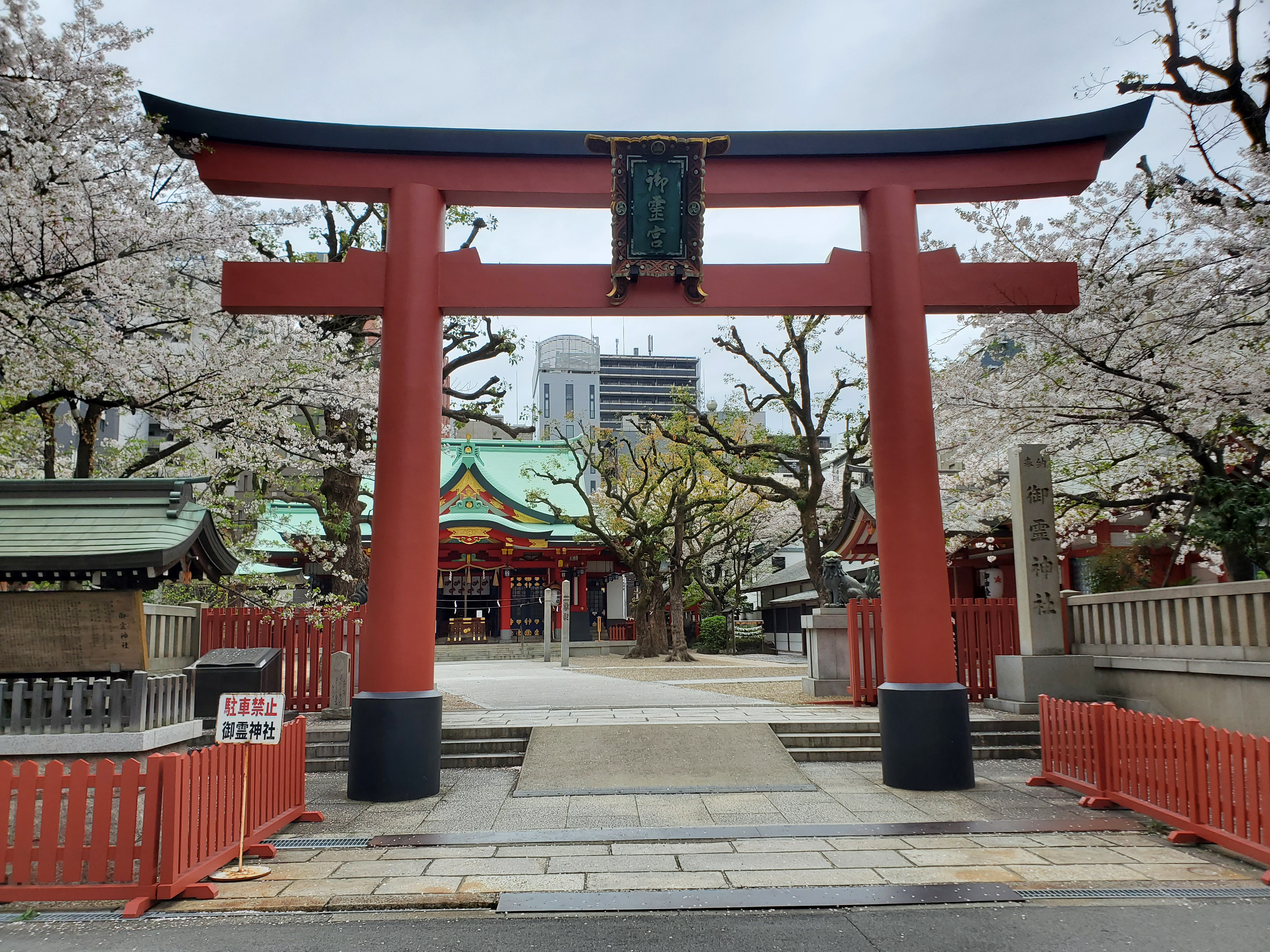
御靈神社正門烏居，橫額上書「御靈宮」

在江戶時代，該神社祭祀鎌倉景正地方被稱為「五郎宮」或「圓五郎」。另外，社內南側也建有以十一面觀音為主尊的神宮寺寶成寺。寬文年間（1661年—1673年），該神社更名為御靈神社，並在寶曆3年（1753年）被授予正一位神階。
踏入明治時代後，由於神佛分離令的實施，御靈神社和寶城寺被分拆。後來寶城寺逐漸荒廢，成為廢寺，只剩下一座鳥居，其位於御靈神社南側的公司大樓前。

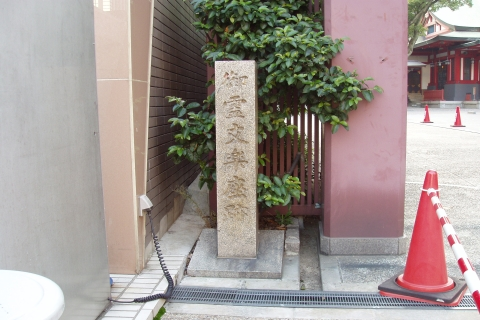
御靈文樂座遺址之碑

1873年（明治6年），該神社被列為鄉社。1884年（明治17年），神社內開設人形淨瑠璃劇場「文樂座」，稱作為「御靈文樂座」，反映當時近世文樂的黃金時期。然而，1926年（大正15年）11月，御靈文樂座發生火災，連同本殿一起被燒毀。
1930年（昭和5年），社殿重建完成，但在1945年（昭和20年）3月13日至14日的第一次大阪大空襲中再次全部焚毀。直到1957年（昭和32年），現今的社殿重建完成。1959年（昭和34年），鳥居玉垣重建完成。

## 外部鏈結
- 官方网站 （日語）